# Луньов Олександр Володимирович
Олекса́ндр Володи́мирович Луньо́в (6 січня 1979 — 5 жовтня 2014) — майор Збройних сил України.

## Життєвий шлях
Військовий у третьому поколінні, закінчив Кам'янець-Подільський Військово-інженерний інститут, служив на Рівненщині (107-й центр дорожнього забезпечення). 2008 року почав працювати із вибухонебезпечними предметами, 2011-го продовжив службу в Центрі розмінування. Мав статус учасника бойових дій — за знешкодження понад тисячу вибухонебезпечних предметів на полігоні Херсонської області часів Другої світової війни. Був нагороджений нагрудним знаком «За розмінування».
Начальник відділення розмінування-мінування 143-го Центру розмінування Головного управління оперативного забезпечення ГШ ЗСУ, в/ч А2641. З квітня 2014-го виконував завдання з інженерного забезпечення в Чернігівській та Сумській областях. У червні розміновував Луганський аеропорт.
Загинув вранці 5 жовтня 2014-го в місті Краматорськ.
Похований на Алеї Слави цвинтаря міста Кам'янець-Подільський 8 жовтня 2014 року.
Залишились дружина та син 2002 р. н.

## Вшанування
Почесний громадянин міста Кам'янця-Подільського (посмертно, 14.10.2015)